# Flora of Victoria
Flora of Victoria (abreviado Fl. Victoria) es una revista con descripciones botánicas que fue editada por el botánico inglés-australiano, Alfred James Ewart. Fue publicada en el año 1930.